# 四月物语
《四月物语》，是一部1998年上映的日本电影，導演是岩井俊二，是女演員松隆子首部主演的電影作品。

## 劇情簡介
初春，櫻花飛舞的四月。與父母家人道別後，北海道旭川的少女榆野卯月（松隆子飾演）便獨自上路到東京的武藏野大學唸書。新的環境、新的房子、新的鄰居、新的腳踏車……一切都是從未有過的經驗。
在班上作自我介紹，被問到為甚麼會選擇入讀這所大學時，榆野的臉孔突然變得緋紅，一顆心急速跳動。那是因為她想起的，是一個在北海道原野彈著吉他的男孩子（田邊誠一飾演）。去年，他去了武藏野大學唸書，為了接近他，榆野也來到了東京，來到了武藏野。
在明察暗訪下，榆野還知道了這位學長在大學附近的武藏野堂書店裡當兼職售貨員……

## 關於「武藏野大學」
電影在1998年上映時，「武藏野大學」還是一個虛構的名字。到了2003年，原來的武藏野女子大學才真的改名為武藏野大學。
電影中入學典禮的拍攝場地，是位於東京都武藏野市的另一所大學成蹊大學。
電影中取景的大學，為栃木縣小山市的白鷗大學。
片中的骑自行车的步道橋位於國立市東4丁目。榆野卯月上京时的车站是北见市留邊蘂町。

## 演員表
- 榆野卯月：松隆子
- 山崎前輩：田邊誠一
- 北尾照子：藤井夏保利（日语：藤井かほり）
- 佐野沙耶子：留美（日语：留美）
- 畫廊的紳士加藤：加藤和彥
- 男子：光石研
- 父親：松本幸四郎
- 母親：藤間紀子（日语：藤間紀子）
- 哥哥：市川染五郎
- 姐姐：松本紀保（日语：松本紀保）
- 庄司：塩見三省（日语：鹽見三省）
- 搬運工人：梅田凡乃（日语：梅田凡和）、城明男（日语：城明男）、峰野勝成
- 深津：津田寛治（日语：津田寛治）
- 卯月的後輩：Tsugumi

### 《活著的信長》（生きていた信長）
戲中戲的電影作品。以下是演員名單：
- 織田信長（江口洋介山）：江口洋介
- 明智光秀（軽相撲紀伊石井）：石井龍也（日语：石井竜也）
- 齋藤利三（伊武雅之刀）：伊武雅刀

## 獎項
- 1998年 ：韓國釜山國際電影節觀眾獎